# Percy Creuzot
Percy Pennington "Frenchy" Creuzot, Jr. (28 de mayo de 1924 – 6 de junio de 2010) fue el fundador de Frenchy's Chicken en Houston, Texas. Gracias a su éxito llegó a ser conocido como "El Coronel Sanders negro".

## Vida y negocio
Creuzot nació el 28 de mayo de 1924, en Nueva Orleans su padre, llamado Dr. Percy P. Creuzot, Sr. fue médico. El Coronel Sanders sirvió en la fuerza naval de los Estados Unidos en La Segunda Guerra Mundial y recibió una licencia de baja honorable en 1946.
En 1949, "El Coronel Sanders negro" se graduó de la universidad Hampton y trabajó como agente de seguros en los años cincuenta. Creuzot declaró que estaba perdiendo dinero vendiendo seguros, por lo que se mudó a Houston en 1965. En Houston, quiso establecer un negocio de salchichas al estilo Luisiana, el único defecto fue que se percató de que sería costoso debido al incremento de regulaciones por parte de las autoridades federales y de Texas. Fue vendedor de Joyerías Herff-Jones, una compañía de manufactura para suministros de graduaciones, él se centraba en la venta hacia preparatorias de negros en Houston. Al mismo tiempo, Creuzot vendía snow-balls estilo Nueva Orleans (pequeños pasteles de chocolate, rellenos de crema, cubiertos con glaseado de malvavisco y hojuelas de coco). Después de que la eliminación de la segregación racial permitiera a los empleados trabajar en escuelas de cualquier raza, la compañía redujo su fuerza de trabajo y despidió a Creuzot. De acuerdo a que su trabajo en La Comisión de la Fuerza Laboral de Texas no le pagaba lo suficiente para pagar "las semillas y la mantequilla", debido a que él "quería vivir mejor"  Creuzot estableció Frenchy's en 1969. Debido a su negocio, se ganó el apodo de "Frenchy". Para 1985, Creuzot ya había comprado otra propiedad en Galveston.
El domingo 6 de junio de 2010, Creuzot murió de un derrame cerebral, a la edad de 86 años. Su funeral se celebró en la iglesia católica de St. Peter. Su tumba está ubicada en el cementerio Forest Lawn en Houston.

## Filantropía y otros trabajos
Creuzot apoyaba constantemente la Universidad de Texas: Texas Southern University. El Gobernador de Texas, Bill Clements, lo nombró consejero de regentes. En algún momento Creuzot fue elegido vicepresidente y sirvió por doce años. También ejerció en la junta de directivos de "Caridades Católicas". Fue miembro de la asociación de restaurantes en Houston, Texas y a nivel nacional. También participó como miembro en la Junta de Revisión de Ciudadanos de Houston.
En 1986, la alcaldesa de Houston, Kathy Whitmire, nombró a Creuzot como uno de los 16 miembros de su panel "Visiones por Houston".
Creuzot tuvo una afiliación con Greater Houston Visitors & Convention Center, y fue miembro de la Asociación Nacional para el Avance de las personas de color(NAACP). Fue miembro de los Caballeros de San Pedro Claver y de las fraternidades Alpha Phi Alpha y Sigma Pi Phi.
Creuzot donó parte de su dinero a la Universidad Hampton, TSU, a la Asociación Nacional para el Avance de las personas de color, la fundación United Negro College Fund, a la Universidad de Houston y a la Universidad Xavier.

## Vida personal
Se casó con Sallie Coleman en 1947 y tuvo tres hijos: Percy III, Angele, and John C. Percy III se convirtió en el dueño del restaurante Frenchy's original y por un tiempo Angele trabajó en el Frenchy's de South Sheperd en Neartown. John C. Creuzot se convirtió en juez de distrito; y en 1994 vivió en Third Ward. Creuzot también tuvo tres hermanas: Alexa Delahoussaye, Hortense Turner,[cita requerida] y Martina Cox. Después de su muerte, su hermana, llamada Martina, su esposa e hijos le sobrevivieron.